# Пэтч, Сэм
Сэм Пэтч (англ. Sam Patch, 1799 — 13 ноября 1829), более известный как «Прыгун Янки», стал первым знаменитым американским каскадёром после успешного прыжка с вышки в реку Ниагару у подножия Ниагарского водопада в 1829 году.

## Биография

### Ранняя жизнь
Сэм Пэтч родился в семье Майо Гринлифа (англ. Mayo Greenleaf Patch) и Абигайль Пэтч (урождённой Мак-Энтайр (англ. Abigail McIntire) и был пятым ребёнком в семье. Его братьями и сёстрами были Молли, Гринлиф, Сэмюэль (умер в младенчестве) и Исаак.
Сэм был воспитан в городе Потакет, Род-Айленд, где он вскоре начал работать — прясть хлопок на мельнице. В свободные от работы дни он развлекал других мальчиков своими прыжками с мельничной плотины. Когда ему едва перевалило за двадцать, он начал работать на мельнице в городе Патерсон, Нью-Джерси и прыгал с ещё более высоких мест. Он начал привлекать толпы людей своими раскрученными трюками. 30 сентября 1827 года он спрыгнул с водопада Пассейик высотой в 70 футов, доставив удовольствие большому количеству собравшихся людей. Он повторял этот прыжок ещё как минимум два раза. 11 августа 1828 года он совершил прыжок на 100 футов вниз в Хобокене, Нью Джерси. В прессе благодаря этому он стал известен как «Пэтч — нью-джерсийский прыгун». Пэтч продолжал свою карьеру прыжками с мостов, стен фабрик и корабельных мачт.

### Ниагарский водопад
Осенью 1829 года Пэтч завоевал большую славу своим прыжком в реку Ниагару у подножия водопада. Пэтч в то время был истинной звездой, привлекавшей большое количество людей на мероприятии, предназначенном для того, чтобы много людей посетили водопад. Лестница высотой в 125 футов протянулась через реку, расположенную внизу Гоут-Айленда напротив Пещеры Ветров. Менее чем за час до прыжка, запланированного на полдень, цепь, приковывавшая лестницу к утёсу, оборвалась, и от лестницы откололся кусок в 15 футов. Прыжок был перепланирован на четыре часа пополудни. Пэтч прыгнул вовремя. Около точки входа кружила лодка, но Пэтч не появлялся. Когда его наконец заметили на берегу, оглушительный гул прокатился по толпе созерцателей.
Из-за плохой погоды и позднего появления Сэма мероприятие привлекло неутешительно малое количество зрителей, вследствие чего Пэтч объявил, что он намеревается повторить свой подвиг 17 октября. Несколько дней спустя десять тысяч человек собрались для того, чтобы посмотреть, как он сдержит своё слово.
После своего подвига на Ниагарском водопаде Сэм Пэтч стал национальным героем. Его имя вошло в поговорку, а его девиз «Некоторые дела делаются не хуже других» стал популярным сленговым выражением среди всех представителей нации.

### Рочестер
Спустя некоторое время Пэтч отправился в Рочестер, Нью-Йорк, чтобы бросить вызов Рочестерскому водопаду (англ. High Falls) реки Дженеси. В пятницу, 6 ноября 1829 года, перед толпой зрителей, количество которых оценивалось в 7—8 тысяч, Пэтч вышел на каменный выступ в середине водопада. Сперва он бросил вниз питомца-медвежонка, которому удалось благополучно добраться до берега. Затем Пэтч успешно прыгнул вслед за медвежонком.

## Последний прыжок
Его первый прыжок в реку Дженеси позволил собрать лишь неутешительно малую сумму денег, поэтому неделю спустя, 13 ноября 1829, он решил повторить свой трюк (кстати говоря, в пятницу, 13). На этот раз он увеличил высоту прыжка до 125 футов, пристроив к лестнице 25-футовую стойку. Восемь тысяч присутствующих разошлись во мнениях, действительно ли он прыгнул или всё же упал. Послышался сильный удар о воду, и на поверхности Сэм уже не появился. Пошли слухи, что он спрятался в пещере у подножия водопада и наслаждался всем тем волнением, которое он вызвал. Но его окоченевший труп был найден во льдах в Шарлотте ранней весной следующего года. Человеком, которому это удалось, был некий Силас Хадсон. Местные священники и газетчики тут же стали порицать толпу в том, что они издавали возгласы, то и дело побуждавшие его прыгнуть, и возложили вину в смерти каскадёра на них.
Он был похоронен на Шарлоттском кладбище, неподалёку от того места, где нашли его тело. Над могилой поставили не сохранившуюся до наших дней деревянную доску, надпись на которой гласила: «Сэм Пэтч — вот что такое слава».

## Наследие
В течение последовавших за его смертью лет наследие Сэма непрерывно увеличивалось. Он стал популярным народным героем как в стихах и прозе, так и в целом ряде театральных постановок, написанных актёром Данфортом Марблом (англ. Danforth Marble), среди них была «Сэм Пэтч — прыгун Янки», за которой последовали произведения «Сэм Пэтч дома», «Лондонское турне Сэма Пэтча во Франции» и «Прыгун Сэм Пэтч» (1844). Также в честь Сэма назвал свою лошадь президент Эндрю Джексон.
Встречаются упоминания о Сэме Пэтче в СМИ и в XXI веке, к примеру:
- Группа «Piñataland» отразила прыжок Сэма Пэтча, выполненный им в 1827 г., в песне под названием «Падение Сэма Пэтча» из альбома 2008 года Songs for the Forgotten Future Vol. 2.

## Упоминания в литературе
«Страшный прыжок Сэма Пэтча», рассказ из сборника «Дедушкины рассказы», автор которого — Самюэль Гопкинс Адамс, является реконструкцией информации из первых рук о последнем прыжке Пэтча. Тем не менее, остаётся неясным, основывался ли Адамс при написании рассказа на этой самой информации или он написал его как историческую беллетристику.
Пэтч также появляется как «Герой дерзкой морали» в сочинениях Натаниэля Готорна и Германа Мелвилла, а также упоминается в поэме «Патерсон», написанной Уильямом Карлосом Уильямсом.